# Leptoclinides uniorbis
Leptoclinides uniorbis är en sjöpungsart som beskrevs av Monniot 1996. Leptoclinides uniorbis ingår i släktet Leptoclinides och familjen Didemnidae. Inga underarter finns listade i Catalogue of Life.